# RSV Höh
Der RSV Höh (offiziell: Rasensportverein Höh e. V.) war ein Sportverein aus dem Lüdenscheider Stadtteil Höh im Märkischen Kreis. Die erste Fußballmannschaft spielte zehn Jahre in der höchsten westfälischen Amateurliga.

## Geschichte
Der RSV Höh wurde am 6. Mai 1910 als FC Fortuna Höh gegründet. Im Jahre 1919 fusionierte dieser zunächst mit dem Ballspielverein Lüdenscheid zum RSV Höh-Lüdenscheid, bevor sich dieser im gleichen Jahr dem Höher SV anschloss. Schon im folgenden Jahr 1920 spaltete sich die Fußballabteilung als RSV Höh-Lüdenscheid wieder ab.
Vor dem Zweiten Weltkrieg verpasste der RSV 1932 aufgrund einer Ligareform den Aufstieg in die höchste Spielklasse. Nach Kriegsende spielten die Höher in der Bezirksklasse und schafften im Jahre 1950 den Aufstieg in die 2. Landesliga Westfalen. Zwei Jahre später sicherte sich die Mannschaft die Meisterschaft der Staffel 1 und setzte sich bei der Meisterschaft der 2. Landesliga gegen den VfJ 08 Paderborn und der SpVg Marl durch. Die 2. Landesliga wurde am Saisonende aufgelöst und der RSV rückte dadurch in die Landesliga auf, die seinerzeit die höchste Amateurliga Westfalens war.
Vier Jahre später qualifizierte sich die Mannschaft als Tabellenvierter für die neu geschaffene Verbandsliga Westfalen. Aus dieser stieg die Mannschaft am Ende der Saison 1957/58 ab. Zunächst verlor der RSV das Entscheidungsspiel um den direkten Klassenerhalt gegen die SpVgg Röhlinghausen mit 3:4 nach Verlängerung. Anschließend verloren die Höher auch das Entscheidungsspiel gegen den Abstieg gegen Germania Datteln und mussten zurück in die Landesliga. Nach einer Vizemeisterschaft hinter dem VfL Klafeld-Geisweid 08 1964 gelang zwei Jahre später der Wiederaufstieg in die Verbandsliga. Es folgte der sechste Platz in der Aufstiegssaison, bevor der RSV 1969 erneut abstieg und den direkten Wiederaufstieg schaffte. Am 1. Juli 1971 fusionierte der RSV mit dem Lokalrivalen Sportfreunde Lüdenscheid zu Rot-Weiß Lüdenscheid.